# آرامگاه خسروآباد
آرامگاه خسروآباد مربوط به دوره سلجوقیان است و در شهرستان یزد، بخش مرکزی، دهستان نخلستان، روستای خسروآباد واقع شده و این اثر در تاریخ ۲۶ اسفند ۱۳۸۶ با شمارهٔ ثبت ۲۲۱۳۱ به‌عنوان یکی از آثار ملی ایران به ثبت رسیده است.